# Aeropuerto de Bamiyán
El aeropuerto de Bamiyán (códigos IATA:BIN, OACI:OABN) está ubicado a 2 kilómetros de la ciudad de Bamiyán, en el centro norte de Afganistán. Dista 120 kilómetros de Kabul y 195 de Mazār-e Šarīf.

## Características
La pista del aeropuerto de Bamiyán se encuentra a 2550 metros de altitud, en una llanura del valle en torno a las montañas Hindu Kush. Mide 2500 metros y está construida a base de grava. No dispone de calles de rodadura, plataforma ni terminal. Es frecuente la aparición de nubes que dificultan las operaciones.

## Accidentes
El aeropuerto de Bamiyán ha sufrido 2 accidentes de gravedad durante su historia:
- El 18 de abril de 1973, un de Havilland Canada DHC-6 operado por Bakhtar Afghan Airlines, sufrió un accidente durante el despegue. Murieron 4 personas de las 19 que iban a bordo, incluyendo 2 de los pilotos. El vuelo regional transportaba 14 pasajeros de origen estadounidense y canadiense.[1]
- El 21 de agosto de 1997, un Antonov 32 de la compañía Afghan Opposition AF se salió de la pista durante el aterrizaje pereciendo todas las personas que iban a bordo. Viajaban varios líderes de la resistencia anti-talibán.[2]